# Устье (Чувашия)
У́стье (чув. Ҫулавӑҫ) — село в Аликовском муниципальном округе Чувашской Республики. Входило в состав Питишевского сельского поселения до его упразднения в 2022 году.

## Общие сведения
Село Устье располагается на живописном берегу реки Орбашка. 80 % села на левом берегу, часть на правом.
Село Устье состоит из трех официальных улиц: Северная, Чапаева и Школьная. Чувашское самоназвание улиц следующее: Качи, Турикас, Ятарка, Лешеки.

Село Устье электрифицировано, газифицировано, имеется водопровод, магазин, клуб-библиотека, фельдшерский пункт. Была девятилетняя школа, на данный момент здание полностью разрушено, дети учатся в деревне Питишево и Илгышево.

## История села
Старожилы утверждают, что люди в наших местах появились в конце XVI века. В Алкукаси есть даже точная, хотя и не обоснованная дата — 1560 год.

## Церковь Смоленской Божией матери
Церковь построена в XVIII веке

### Уроженцы села
- Вишневский, Иван Васильевич — почетный гражданин Симбирска, действительный статский советник.
- Добронравов, Аркадий Павлович — протоиерей, священномученик[3]